# Spinarge
Spinarge är ett släkte av steklar som beskrevs av Wei 1998. Spinarge ingår i familjen borsthornsteklar.
Släktet innehåller bara arten Spinarge metallica.